# Dipartimento della Roer
Roer è stato il nome di un dipartimento del Primo Impero francese attualmente diviso tra Germania e Paesi Bassi. Prende il nome dall'omonimo fiume che scorre nel suo territorio. Istituito nel 1795 a seguito dell'annessione francese dei Paesi Bassi del Sud e della riva sinistra del Reno, il dipartimento della Roer comprendeva i ducati di Jülich e Kleve, parte dell'Elettorato di Colonia, la città libera di Aquisgrana, la parte prussiana del ducato di Gheldria e altri piccoli territori, a cui si aggiunse nel 1805 la città di Wesel
Il capoluogo era Aix-la-Chapelle (Aquisgrana). Il dipartimento era diviso nei seguenti Arrondissement e cantoni (situazione al 1812):
- Aquisgrana (Aix-la-Chapelle), cantoni: Aquisgrana (Aix-la-Chapelle, 2 cantoni), Burtscheid (Borcette), Düren (Duren), Eschweiler, Froitzheim, Geilenkirchen, Gemünd (Gemund), Heinsberg, Linnich, Monschau (Montjoie) e Sittard.
- Cleves (Clèves), cantoni: Cleves (Clèves), Geldern, Goch, Horst, Kalkar, Kranenburg (Cranenbourg), Wankum (Wanckum), Wesel e Xanten.
- Krefeld (Crevelt), cantoni: Krefeld (Crevelt), Bracht, Erkelenz (Erkelens), Kempen, Moers (Meurs), Neersen, Neuss, Odenkirchen, Rheinberg, Uerdingen (Urdingen), Viersen
- Colonia (Cologne), cantoni: Colonia (Cologne), Bergheim, Brühl (Bruhl), Dormagen, Elsen, Jülich (Juliers), Kerpen, Lechenich, Weiden e Zülpich (Zulpich).

La popolazione nel 1812 era di 631.094 abitanti.
Dopo la sconfitta di Napoleone Bonaparte nel 1814 il dipartimento venne spartito tra Regno Unito dei Paesi Bassi (riva sinistra della Mosa e una striscia di terra nella riva destra ad includere Tegelen, Gennep e Sittard, attualmente nel Limburgo) e il Regno di Prussia (provincia di Jülich-Kleve-Berg, attualmente in Renania Settentrionale-Vestfalia).